# 人民报 (乌拉圭)
《人民报》（西班牙語：El Popular）是乌拉圭的一份左翼周报，是乌拉圭共产党的机关报。1957年2月1日，该报创刊；1973年11月30日，被乌拉圭军事独裁政权取缔。1985年3月，复刊；1989年，再次停办。2008年4月18日，再次复刊，发行至今。